# Elvira Santamaría
Elvira Santamaría còn được biết đến với nghệ danh Elvira (1929 tại La Tablada - 8 tháng 7 năm 1999) là một vũ công ba lê, milonguera và biên đạo múa của tango Argentina. Bà được biết đến trên toàn thế giới với vai trò là diễn viên của chương trình Tango Argentino, được phát sóng lần đầu tiên vào năm 1983. Nhờ chương trình này, bà được đề cử với các nữ diễn viên ba lê khác vào năm 1986 tại Tony Awards cho giải biên đạo múa xuất sắc nhất. Bà khiêu vũ với người chồng Virulazo (Jorge Martín Orcaizaguirre), họ trình diễn nghệ thuật với nghệ danh Virulazo y Elvira.

## Tiểu sử
Elvira Santamaría sinh năm 1929 tại La Tablada ở Conurbano de Buenos Aires. Năm 1959, cô tình cờ gặp lại người bạn trai đầu tiên của mình, Jorge Martín Orcaizaguirre, được biết đến với cái tên Virulazo, người được biết đến là một vũ công người Argentina. Cô bắt đầu cuộc sống hợp tác suốt đời với anh, dưới cái tên nghệ thuật Virulazo và Elvira. Virulazo đã ghi lại những khoảnh khắc khiêu vũ theo cách sau: 
Un día yo andaba arriba de un caballo allá por La Tablada y en eso veo pasar un colectivo con Elvira adentro, le hice señas para que bajara, pero nada, entonces fui galopando detrás del colectivo y al final se bajó porque si no la seguía hasta su casa. Conversamos y aquí estamos.

(dịch: Một ngày nọ, tôi cưỡi ngựa đến La Tablada và thấy một nhóm với Elvira ở trung tâm đi ngang qua, tôi đã làm một dấu hiệu cho cô ấy đi xuống, nhưng không có gì, và cuối cùng tôi đã phi nước đại vì nếu không tôi sẽ để theo cô ấy đến nhà cô ấy. Chúng tôi đã nói chuyện và giờ chúng tôi đã ở đây.)— Virulazo

 Trong thập kỷ 1960, với sự trỗi dậy của rock, tango đã không còn là một thể loại âm nhạc lớn và nhảy cho giới trẻ:
...la época dura de los años 60 cuando los programas de rock en televisión nos hicieron pasar un hambre terrible, bailábamos por unas monedas. Aguantamos sólo Juan Carlos Copes y yo. La bohemia es linda pero te cagás de hambre... A comienzo de los '80 decido abandonar el baile.

(dịch:... thời điểm khó khăn đã đến vào những năm 60 với các chương trình nhạc rock trên truyền hình khiến chúng tôi phải đối mặt với nạn đói, chúng tôi đã nhảy vì tiền của mình. Chúng tôi một mình chịu đựng, Juan Carlos Copes và I. Bohemia rất đẹp nhưng bị nạn đói... Vào đầu thập niên 80, tôi quyết định từ bỏ khiêu vũ.)— Virulazo

Virulazo và Elvira sau đó cống hiến hết mình cho Juego Clandestino, la quiniela, khi anh được liên lạc vào năm 1983 bởi Juan Carlos Copes để gọi anh thực hiện một thử nghiệm cho một chương trình tango mà Claudio Segovia và Héctor Orezzoli dự định trình diễn ở Paris: Tango Argentino. Đến lúc đó Virulazo đã nặng 126 kg, đã 57 tuổi, có năm người con và sáu đứa cháu. Chính Segovia, khi nhìn thấy Virulazo đến, đã đánh giá Copes với sự hoài nghi. Copes chỉ đơn giản nói với anh ta:
Nhiều năm sau, Claudio Segovia nói về Virulazo và Elvira: 
Sự hung dữ mà anh thể hiện, sự kết hợp giữa vẻ đẹp và sức mạnh mà anh đạt được với Elvira, vẫn còn trong tâm trí của tất cả những người đã nhìn thấy anh..— Claudio Segovia

Năm 1990 Virulazo qua đời, ở tuổi 63, do ung thư phổi do hút thuốc. Mười năm sau, năm 1999, Elvira, qua đời ở tuổi 70.